# Doyle Lawson
Doyle Lawson (Sullivan County (Tennessee), 20 april 1944) is een Amerikaanse bluegrass- en gospelzanger. Hij is het meest bekend als mandolinespeler, vocalist, producent en leider van de 6-koppige band Doyle Lawson & Quicksilver. Lawson werd in 2012 opgenomen in de International Bluegrass Music Hall of Fame.

## Biografie
Doyle Lawson is de zoon van Leonard en Minnie Lawson. De familie Lawson verhuisde naar Sneedville in 1954. Lawson groeide op met het luisteren naar de Grand Ole Opry op zaterdagavond. Hier hoorde hij mandolinist Bill Monroe, de 'grondlegger' van bluegrass, en zijn band de Blue Grass Boys. Lawson raakte geïnteresseerd in het spelen van de mandoline rond 11-jarige leeftijd, dus leende zijn vader een mandoline van Willis Byrd, een familievriend en collega-muzikant. Doyle leerde zichzelf hoe hij mandoline moest spelen door naar de radio en platen te luisteren en af en toe een tv-programma te kijken. Later leerde Lawson ook gitaar en banjo spelen.
In 1963, op 18- of 19-jarige leeftijd, ging Lawson naar Nashville (Tennessee) om banjo te spelen met Jimmy Martin en de Sunny Mountain Boys. In 1966 begon hij te spelen met J.D. Crowe en de Kentucky Mountain Boys (later het New South genoemd) in Lexington (Kentucky). Hij keerde terug om de mandoline te spelen en als tenor te zingen met Martin in 1969 gedurende zes maanden en speelde daarna opnieuw met Crowe tot augustus 1971. In september 1971 begon Lawson met The Country Gentlemen te spelen en bleef hij bijna acht jaar lid van de band. Gedurende die tijd, in 1977, ondersteunde hij de Amerikaanse senator Robert Byrd op zijn album Mountain Fiddler. In maart 1979 verliet Lawson de Country Gentlemen met de bedoeling een band te formeren en zijn eigen geluid te creëren.
Binnen een maand had Lawson Doyle Lawson & Foxfire geformeerd, met Jimmy Haley (gitaar), Lou Reid (bas) en Terry Baucom (banjo). De bandnaam werd snel veranderd in Doyle Lawson en Quicksilver. In 1981 bracht Lawson met deze bezetting via Sugar Hill Records het veelgeprezen album Rock My Soul uit, dat een mijlpaal in het bluegrass-gospelproject zou worden. Met de nieuwe bassist Randy Graham nam de band het tweede gospelalbum Heavenly Treasures op, ook bij Sugar Hill. Kort daarna vertrokken Graham, Baucom en Haley om hun eigen band te formeren. Lawson nam Russell Moore (gitaar), Scott Vestal (banjo) en Curtis Vestal (bas) in dienst en bleef optreden. Na een tijd nam Ray Deaton de bas over. In 1989 won de band de «Song of the Year» tijdens de International Bluegrass Music Awards voor Little Mountain Church House. In 1997 werd There a Light Guiding Me genomineerd voor de 39e jaarlijkse Grammy Award voor «Best Southern Gospel, Country Gospel of Bluegrass Gospel Album». Door de jaren heen toerde Quicksilver regelmatig tijdens concerten en andere muzikale evenementen.
In 1998 werden Lawson en Quicksilver de eerste bluegrassband die optrad tijdens de National Quartet Convention. Lawson en Quicksilver speelden in het Canadese Ontario tijdens het Tottenham Bluegrass Festival in juni 2001 en opnieuw in juni 2015. Lawson en Quicksilver zorgden voor de achtergrondzang voor het nummer Dazzling Blue op het album So Beautiful or So What van Paul Simon in 2011. In 2015 werd In Session genomineerd voor «Beste Bluegrass Album» tijdens de 58e jaarlijkse Grammy Awards. Lawson componeerde een aantal songs en melodieën van de band. Zijn instrumentale nummer Rosine is een eerbetoon aan Monroe's geboorteplaats en bevat onder andere zang uit het instrumentale Kentucky Mandolin uit 1967 van de zanger. Lawson presenteert het jaarlijkse Doyle Lawson en Quicksilver Festival in Denton (North Carolina).

## Privéleven
Doyle is sinds 1978 getrouwd met Suzanne Lawson. Hij heeft één zoon, twee dochters en een kleinkind. Doyle wijdde zijn leven aan het christendom in mei 1985 en is een praktiserend lid van de Cold Spring Presbyterian Church.

## Onderscheidingen
Lawson is een ontvanger van een National Heritage Fellowship 2006, toegekend door de National Endowment for the Arts, de hoogste eer van de Verenigde Staten in de volks- en traditionele kunst.

### International Bluegrass Music Association
Doyle Lawson and Quicksilver
- 1990: Song of the Year voor Little Mountain Church
- 1996: Gospel Recorded Performance of the Year voor There's a Light Guiding Me
- 2000: Gospel Recorded Performance of the Year voor Winding Through Life
- 2001: Vocal Group of the Year
- 2002: Vocal Group of the Year
- 2003: Vocal Group of the Year
- 2003: Song of the Year voor Blue Train
- 2003: Gospel Recorded Performance of the Year voor Hand Made Cross
- 2004: Vocal Group of the Year
- 2005: Vocal Group of the Year
- 2005: Gospel Recorded Performance of the Year voor Praise His Name
- 2006: Vocal Group of the Year
- 2006: Gospel Recorded Performance of the Year voor He Lives in Me
- 2007: Vocal Group of the Year
- 2007: Gospel Recorded Performance of the Year voor He Lives in Me

Anders
- 2006: Album of the Year: Celebration of Life: Musicians Against Childhood Cancer, met verschillende bluegrassbands en muzikanten
- 2011: Recorded Event of the Year: Doyle Lawson, J.D. Crowe, Paul Williams voor Prayer Bells of Heaven
- 2011: Gospel Recorded Performance of the Year: Doyle Lawson, J.D. Crowe, Paul Williams voor Prayer Bells of Heaven
- 2012: Hall of Fame: Doyle Lawson

## Discografie
- 1977:	Tennessee Dream (County)
- 1979:	Doyle Lawson & Quicksilver (Sugar Hill)
- 1981:	Heavenly Treasures (Sugar Hill)
- 1981: Quicksilver Rides Again (Sugar Hill)
- 1981: Rock My Soul (Sugar Hill)
- 1985:	Once and for Always (Sugar Hill)
- 1986:	Beyond the Shadows (Sugar Hill)
- 1987:	The News Is Out (Sugar Hill)
- 1988:	Heaven's Joy Awaits (Sugar Hill)
- 1988: Hymn Time in the Country (Sugar Hill)
- 1988: I'll Wander Back Someday (Sugar Hill)
- 1989:	I Heard the Angels Singing (Sugar Hill)
- 1990:	My Heart Is Yours (Sugar Hill)
- 1991:	Merry Christmas from Our House to Your House (Sugar Hill)
- 1992:	Pressing on Regardless (Brentwood)
- 1992: Treasures Money Can't Buy (Brentwood)
- 1995:	Doyle Lawson with Bobby Hicks & Jerry Douglas (Koch)
- 1995: Never Walk Away (Sugar Hill)
- 1996:	There's a Light Guiding Me (Sugar Hill)
- 1997:	Kept & Protected (Sugar Hill)
- 1998:	Gospel Radio Gems (Sugar Hill)
- 1999:	Original Band (Sugar Hill)
- 1999: Winding Through Life (Sugar Hill)
- 2000:	Just Over in Heaven (Sugar Hill)
- 2001:	Gospel Parade (Sugar Hill)
- 2002:	The Hard Game of Love (Sugar Hill)
- 1994:	Hallelujah in My Heart (Music Mill)
- 1994: Thank God (Crossroads)
- 2005:	You Gotta Dig a Little Deeper (Rounder)
- 2006:	He Lives in Me (Crossroads)
- 2007:	More Behind the Picture Than the Wall (Rounder)
- 2008:	Help Is On the Way (Horizon)
- 2009:	Lonely Street (Rounder)
- 2010:	Light On My Feet, Ready to Fly (Horizon)
- 2011:	Drive Time (Crossroads)
- 2012:	Sing Me a Song About Jesus (Crossroads)
- 2013:	Roads Well Traveled (Mountain Home)
- 2014:	Open Carefully, Message Inside (Mountain Home)
- 2015:	In Session (Mountain Home)
- 2016:	Burden Bearer (Mountain Home)
- 2017:	Life is a Story (Mountain Home)

### Compilatiealbums
- 1990:	The Gospel Collection (Sugar Hill)
- 1999:	A School of Bluegrass (Crossroads)
- 1999: Once and for Always/The News Is Out (Sugar Hill)
- 2007:	Best of the Sugar Hill Years